# أياكا كيكوتشي (متزلجة)
أياكا كيكوتشي (باليابانية: 菊池彩花؛ بالكانا: きくち あやか) هي متزلجة يابانية، ولدت في 28 يونيو 1987 في ميناميايكي ‏ في اليابان.

## وصلات خارجية
- أياكا كيكوتشي على موقع SpeedSkatingBase.eu (الإنجليزية)
- أياكا كيكوتشي على موقع SpeedSkatingNews.info (الإنجليزية)
- أياكا كيكوتشي على موقع SpeedSkatingStats.com (الإنجليزية)
- أياكا كيكوتشي على موقع اللجنة الأولمبية الدولية (الإنجليزية)
- أياكا كيكوتشي على موقع أوليمبيديا (الإنجليزية)